# Young Man of Manhattan
Pour plus de détails, voir Fiche technique et Distribution.
Young Man of Manhattan est un film musical américain de Monta Bell sorti en 1930.

## Fiche technique
- Titre original : Young Man of Manhattan
- Réalisation : Monta Bell
- Production : Monta Bell
- Société de production : Paramount Pictures
- Scénario : Robert Presnell Sr. (adaptation) et Daniel Reed d'après un roman de Katharine Brush
- Musique : David Mendoza
- Photographie : Larry Williams
- Montage : Emma Hill
- Direction artistique : William Saulter
- Costumes : Caroline Putnam
- Pays de production : États-Unis
- Langue : anglais
- Format : Noir & blanc - Son : Mono (Western Electric Sound System)
- Genre : musical
- Durée : 79 minutes
- Dates de sortie : 
  - États-Unis : 19 avril 1930 New York
  - États-Unis : 17 mai 1930

## Distribution
- Claudette Colbert : Ann Vaughn
- Norman Foster : Toby McLean
- Ginger Rogers : Puff Randolph
- Charles Ruggles : Shorty Ross
- Leslie Austin : Dwight Knowles
- Lorraine Aalbu : Une des Sœurs Sherman
- Aileene Aalbu : Une des Sœurs Sherman
- Fern Aalbu : Une des Sœurs Sherman
- Harriet Aalbu : Une des Sœurs Sherman
- H. Dudley Hawley : Docteur